# Hatín
Obec Hatín (německy Hatzken) se nachází v okrese Jindřichův Hradec v Jihočeském kraji. Žije zde 257 obyvatel.

## Historie
První písemná zmínka o obci se nachází v archivním zápisu z roku 1389, jako o součásti hradeckého panství.

## Části obce
Obec Hatín se skládá ze tří částí na dvou katastrálních územích
- Hatín (i název k. ú.)
- Jemčina (leží v k. ú. Hatín)
- Stajka (i název k. ú.)

## Pamětihodnosti
- Kaple na návsi
- Pomník padlým[5]

## Příroda
- Hatínský klen – zaniklý památný strom, pod kterým odpočívala Marie Terezie
- Hatínský buk
- V katastrálním území Hatín je evropsky významná lokalita s názvem „Lužnice a Nežárka“.[6]

## Galerie

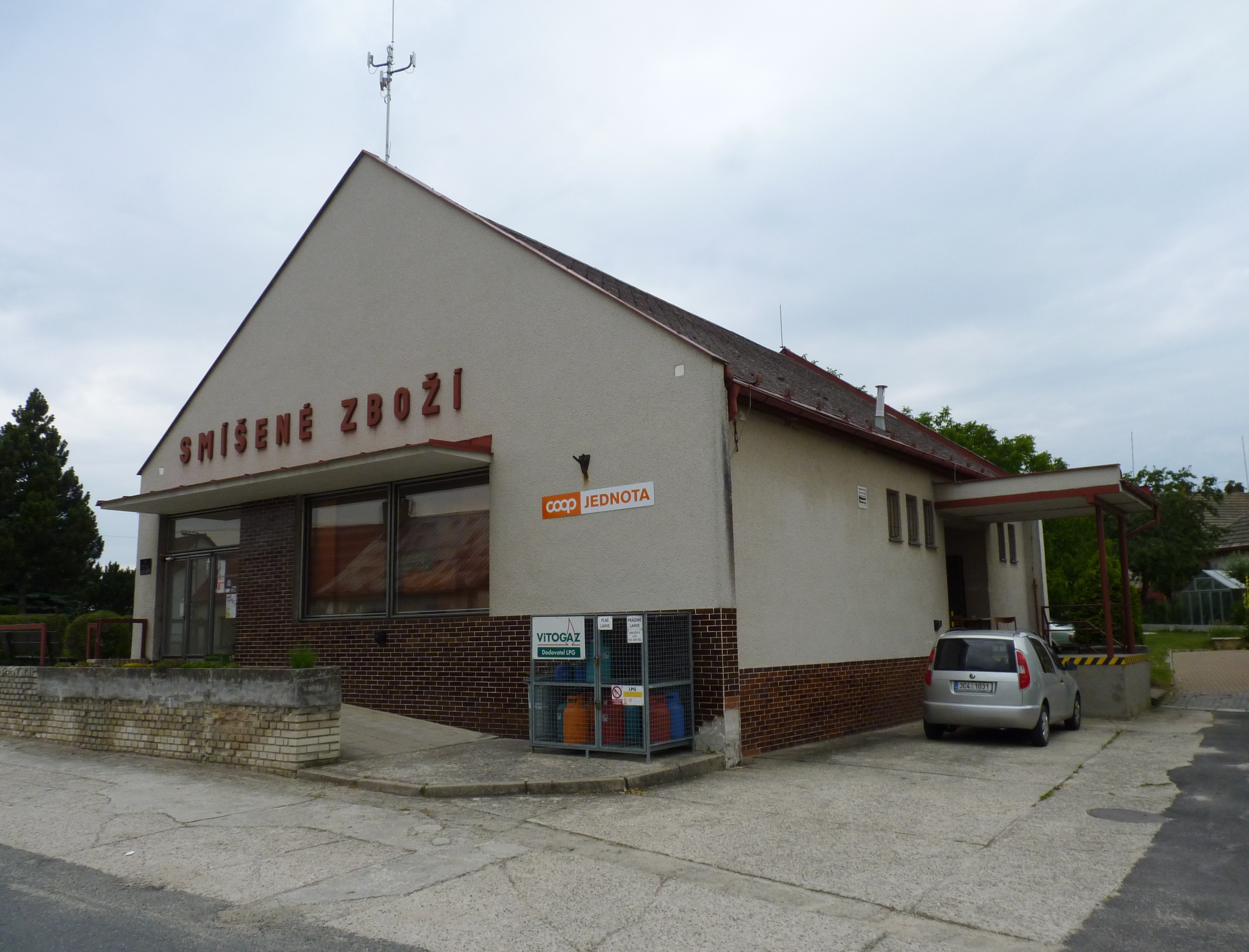
Obchod Coop
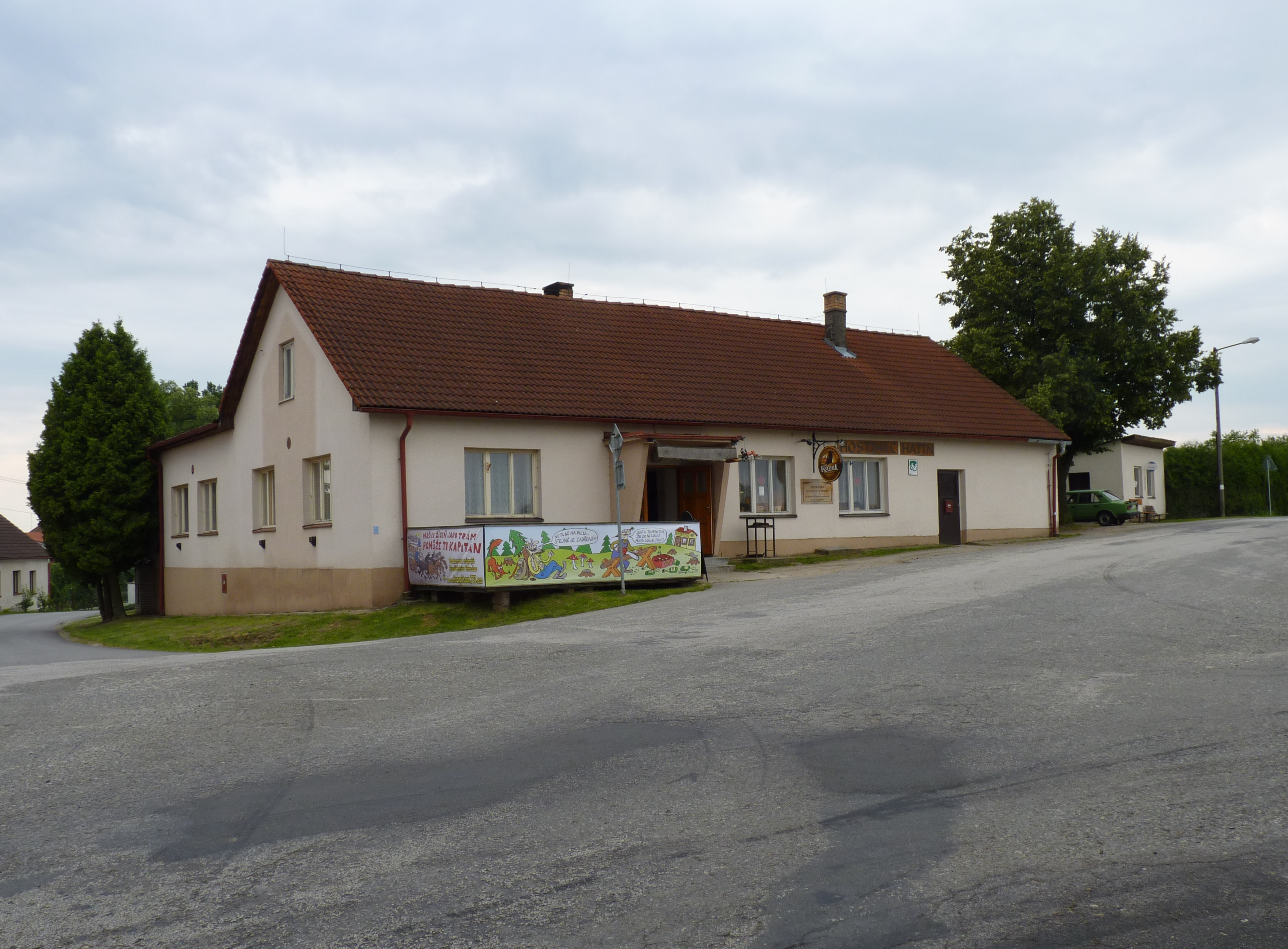
Hostinec
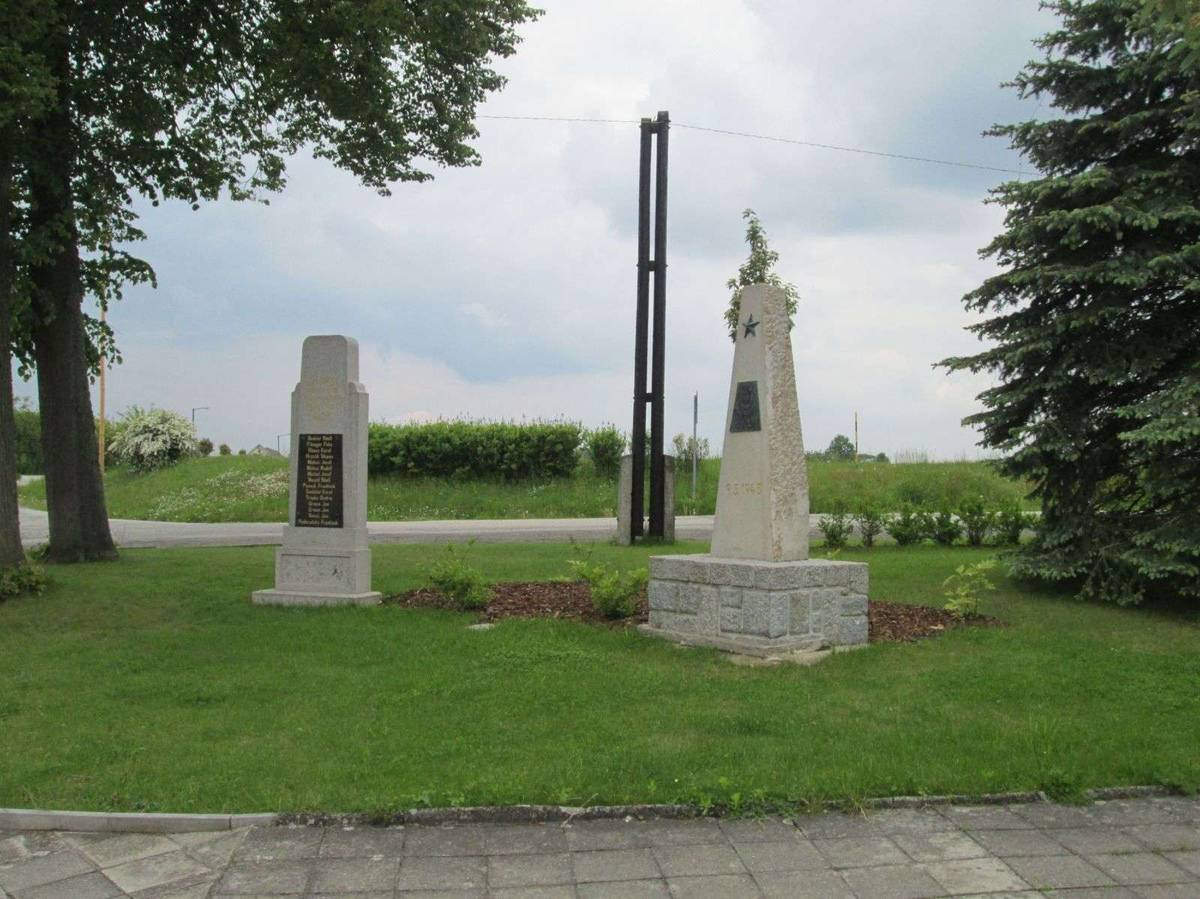
Památník (pomník padlým vlevo)
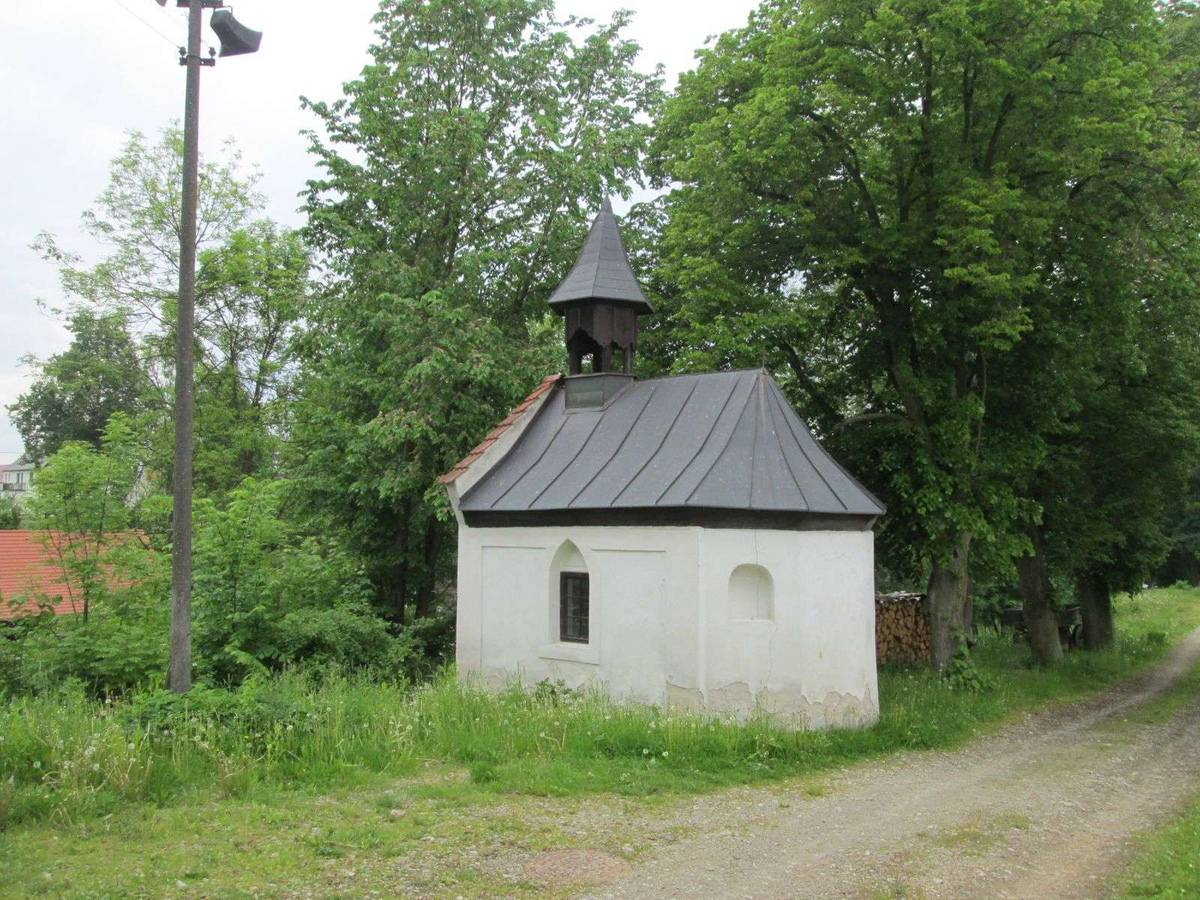
Kaple